# Списък на побратимени градове на Румъния
Това са побратимените градове на градовете в Румъния.

## Арад
- Атлит, Израел
- Вюрцбург, Германия
- Гиватаим, Израел
- Гюла, Унгария
- Дитцинген, Германия
- Зренянин, Сърбия
- Къклис, Великобритания
- Печ, Унгария
- Татабаня, Унгария
- Тренчин, Словакия
- Ходмезьовашархей, Унгария
- Фушун, Китай

## Бая Маре
- Белско Бяла, Полша (2001)
- Велс, Австрия (2000)
- Ивано-Франкивск, Украйна (1990) [1]
- Китуе, Замбия (1972)
- Комб ла Вий, Франция (2009)
- Ниредхаза, Унгария (2003)
- Серино, Италия (2003)
- Солнок, Унгария (1990)
- Ходмезьовашархей, Унгария (2001)
- Холувуд, Флорида, САЩ (2001)

## Браила
- Плевен, България

## Брашов
- Тур, Франция

## Букурещ
- Аман, Йордания
- Монреал, Канада
- Пекин, Китай

## Галац
- Анкона, Италия
- Бриндизи, Италия (2007)
- Йези, Италия (2003)
- Ковънтри, Великобритания (1963)
- Лимон, Коста Рика (1992)
- Мумбай, Индия (2007)
- Николаев, Украйна (2002)
- Одеса, Украйна (2002)
- Песак, Франция 1991)
- Пирея, Гърция (1985)
- Салерно, Италия (2007)
- Севастопол, Украйна (2002)
- Скотсблъф, САЩ (2007)
- Ухан, Китай, (12 август 1987)
- Хамънд, САЩ (1997)
- Ялта, Украйна (2002)

## Клуж-Напока
- Беершеба, Израел
- Виши, Франция
- Дженджоу, Китай
- Дижон, Франция
- Загреб, Хърватия от 1991 г.
- Йези, Италия
- Какао-Каракас, Венецуела
- Колумбия, САЩ
- Корча, Албания
- Кьолн, Германия
- Макати, Филипини
- Нант, Франция
- Печ, Унгария
- Сао Пауло, Бразилия
- Сервия, Италия
- Сувон, Южна Корея

## Констанца
- Александрия, Египет
- Брест, Франция
- Добрич, България
- Измир, Турция
- Истанбул, Турция
- Йокохама, Япония
- Латакия, Сирия
- Мобайл, САЩ
- Новоросийск, Русия
- Одеса, Украйна
- Перуджа, Италия
- Ротердам, Нидерландия
- Сайда, Ливан
- Сантуш, Бразилия
- Солун, Гърция
- Сулмона, Италия
- Трапани, Италия
- Турку, Финландия от 1963 г.
- Хавана, Куба
- Хераклион, Гърция
- Шанхай, Китай

## Крайова
- Валенсия, Испания
- Враца, България
- Куопио, Финландия
- Нант, Франция
- Скопие, Северна Македония
- Шъйен, Китай

## Орадя
- Линшьопинг, Швеция

## Плоещ
- Берат, Албания
- Днипро, Украйна
- Левкада, Гърция
- Маракайбо, Венецуела
- Осиек, Хърватия
- Радом, Полша
- Тълса, САЩ
- Уралск, Казахстан
- Харбин, Китай
- Хънчещ, Молдова

## Питещ
- Борланге, Швеция
- Касерта, Италия
- Крагуевац, Сърбия
- Мунтинлупа, Филипини
- Спрингфийлд, САЩ

## Сучава
- Сосновец, Полша
- Чернивци, Украйна

## Тимишоара
- Гера, Германия
- Зренянин, Сърбия
- Канкун, Мексико
- Карлсруе, Германия
- Мюлуз, Франция
- Нови Сад, Сърбия
- Палермо, Италия
- Руей Малмезо, Франция
- Сасари, Италия
- Сегед, Унгария
- Тревизо, Италия
- Фаенца, Италия
- Шънджън, Китай

## Яш
- Асют, Египет
- Атланта, САЩ
- Велико Търново, България
- Вилньов д'Аск, Франция
- Виница, Украйна
- Илиуполи, Гърция
- Ирбид, Йордания
- Исфахан, Иран
- Йерихон, Палестина
- Квебек, Канада
- Кишинев, Молдова
- Кожани, Гърция
- Монтерей, Мексико
- Морлупо, Италия
- Нацано, Италия
- Падуа, Италия
- Перистера, Гърция
- Поатие, Франция
- Рамле, Израел
- Родос, Гърция
- Сан Оресте, Италия
- Сиан, Китай
- Торита Тиберина, Италия
- Филачано, Италия
- Форано, Италия